# Малый Понил
Малый Понил — река в Свердловской области России. Устье реки находится в 70 км по правому берегу реки Понил. Длина реки составляет 51 км, площадь водосборного бассейна — 386 км².

## Притоки
(от устья)
- Царь-Речка (лв)
- 28 км: Паханшош (лв)
- Гаревой Падун (пр)

## Данные водного реестра
По данным государственного водного реестра России относится к Иртышскому бассейновому округу, водохозяйственный участок реки — Тавда от истока и до устья, без реки Сосьва от истока до водомерного поста у деревни Морозково, речной подбассейн реки — Тобол. Речной бассейн реки — Иртыш.